# Niddatal
Niddatal es un municipio situado en el distrito de Wetterau, en el estado federado de Hesse (Alemania). Su población estimada a finales de 2016 era de 9495 habitantes.
Se encuentra ubicado en la zona de la cordillera del Taunus, a poca distancia de la ciudad de Fráncfort del Meno.